# Cheung Ying Mei
Cheung Ying Mei (chinesisch 張櫻美, Pinyin Zhāng Yīngměi, * 4. April 1994) ist eine Badmintonspielerin aus Hongkong. 

## Karriere
Cheung Ying Mei nahm an den Badminton-Juniorenweltmeisterschaft 2011 und 2012 teil. Im letztgenannten Jahr startete sie auch bei den Junioren-Badmintonasienmeisterschaften. Bei den Erwachsenen war sie bei der Hong Kong Super Series 2010 und der Hong Kong Super Series 2013 am Start. Bei den Ostasienspielen 2013 gewann sie Bronze mit dem Damenteam aus Hongkong.